# Jonathan Gradit
Jonathan Gradit (* 24. November 1992 in Talence) ist ein französischer Fußballspieler, der beim RC Lens in der Ligue 1 spielt.

## Karriere
Gradit begann seine fußballerische Ausbildung bei Girondins Bordeaux. 2010 unterschrieb er dort einen Vertrag bei der Amateurmannschaft, für die er insgesamt 23 Mal spielte. Nach zwei Jahren wechselte er zum Ligakonkurrenten Aviron Bayonnais, für die er am 11. August 2012 (1. Spieltag) in der Startformation debütierte. Am 25. August 2012 (3. Spieltag) schoss er beim 2:2 gegen Athlético Marseille sein erstes Tor zum zwischenzeitlichen 2:1.
Nach einer Saison in der National 2 bei Bayonne wechselte er in die Ligue 2 zum FC Tours. Die ersten Monate jedoch spielte er in der National 2. Am 10. März 2014 (27. Spieltag) debütierte er über 90 Minuten gegen den SCO Angers für die Profis in der Ligue 2. Bis zum Rest der Saison kam er 12 Mal zum Einsatz und spielte somit jedes Spiel, jedoch meist als Rechtsverteidiger. In der Folgesaison war er weiterhin Stammspieler und spielte 31 Mal in der Ligue 2. Auch in der Saison 2015/16 behielt er seinen Stammplatz und spielte 34 Mal, spielte aber erneut fast nur als Rechtsverteidiger. 2016/17 hat er erneut als Außenverteidiger gespielt und gab in 31 Spielen drei Vorlagen. Die Saison darauf war er Kapitän und spielte 24 Mal und auch meist als Innenverteidiger. Am 3. November 2017 (14. Spieltag) schoss er beim 3:2-Sieg über den FC Bourg-Péronnas sein erstes Tor zum zwischenzeitlichen 1:1.
Nach dem Abstieg in die National wechselte er in die Ligue 1 zu SM Caen. Für Caen debütierte er am 20. Oktober 2018 (10. Spieltag) bei einem torlosen Remis gegen EA Guingamp in der Startelf. Nach Anfangsschwierigkeiten spielte er noch 23 Mal und das sowohl als Innen- wie auch als Rechtsverteidiger. Nachdem auch Caen abgestiegen war, wechselte Gradit zum künftigen Ligakonkurrenten RC Lens. Sein Debüt gab er am 2. September 2019 (6. Spieltag) beim 2:2 gegen Grenoble Foot über die vollen 90 Minuten. In der kompletten Saison lief er 11 Mal für Lens und zu Beginn noch zweimal für Caen auf. Nach dem Aufstieg in die Ligue 1 wurde er zum Stammspieler und spielte nahezu jedes Spiel.
Ende Juni 2021 verlängerte er seinen Vertrag bis Juni 2024.

## Erfolge
- Zweiter der Ligue 2 und Aufstieg in die Ligue 1: 2020